# هولنشتدت
هولنشتدت (به آلمانی: Hollenstedt) یک شهر در آلمان است که در Hollenstedt واقع شده‌است. هولنشتدت ۳٬۰۹۶ نفر جمعیت دارد.

## خواهرخوانده
شهر Wińsko خواهرخواندهٔ هولنشتدت هست.